# Lisa-Marie Allen
Pour les articles homonymes, voir Allen.
Lisa-Marie Allen, née le 16 septembre 1960 à Glendale (Californie), est une patineuse artistique américaine, triple vice-championne des États-Unis de 1978 à 1980.

## Biographie

### Carrière sportive
Lisa-Marie Allen est triple vice-championne des États-Unis de 1978 à 1980, derrière sa compatriote Linda Fratianne.
Elle représente son pays à trois mondiaux (1978 à Ottawa, 1979 à Vienne et 1980 à Dortmund) et aux Jeux olympiques d'hiver de 1980 à Lake Placid.
Elle remporte le Skate Canada en 1978, le premier Skate America en 1979, et participe au premier Trophée NHK en 1979 également.
Elle arrête les compétitions sportives après les championnats nationaux de 1981.

### Reconversion
Après avoir pris sa retraite de la compétition amateur, Lise-Marie Allen devient championne du monde professionnelle en 1990. Elle est assistante chorégraphe pour le long métrage Les Rois du patin (en plus de faire un caméo) et assistante chorégraphe pour les cérémonies d'ouverture et de clôture des Jeux olympiques de Salt Lake City en 2002.

## Palmarès
| Compétitions principales    | 1976    | 1977    | 1978    | 1979    | 1980    | 1981    |  |  |  |  |  |  |  |  |
| Jeux olympiques d'hiver     |         |         |         |         | 5e      |         |  |  |  |  |  |  |  |  |
| Championnats du monde       |         |         | 7e      | 6e      | 7e      |         |  |  |  |  |  |  |  |  |
| Championnats des États-Unis | 9e      | 5e      | 2e      | 2e      | 2e      | 3e      |  |  |  |  |  |  |  |  |
|                             |         |         |         |         |         |         |  |  |  |  |  |  |  |  |
| Autres Compétitions         | 1975/76 | 1976/77 | 1977/78 | 1978/79 | 1979/80 | 1980/81 |  |  |  |  |  |  |  |  |
| Skate America               |         |         |         |         | 1re     |         |  |  |  |  |  |  |  |  |
| Skate Canada                |         |         | 2e      | 1re     |         |         |  |  |  |  |  |  |  |  |
| Trophée Richmond            |         | 4e      |         |         |         |         |  |  |  |  |  |  |  |  |
| Trophée NHK                 |         |         |         |         | 2e      |         |  |  |  |  |  |  |  |  |
|                             |         |         |         |         |         |         |  |  |  |  |  |  |  |  |